# Сентрал (Јужна Каролина)
Сентрал (енгл. Central) град је у америчкој савезној држави Јужна Каролина.

## Демографија
По попису из 2010. године број становника је 5.159, што је 1.637 (46,5%) становника више него 2000. године.
| Група             | 2000.         | 2010.         |
| Белци             | 2.741 (77,8%) | 3.842 (74,5%) |
| Афроамериканци    | 537 (15,2%)   | 789 (15,3%)   |
| Азијати           | 63 (1,8%)     | 171 (3,3%)    |
| Хиспаноамериканци | 152 (4,3%)    | 262 (5,1%)    |
| Укупно            | 3.522         | 5.159         |